# Kenn (Rijnland-Palts)
Kenn (Latijn: Cannis) is een gemeente gelegen in het westelijke deel van Rijnland-Palts, vlak bij de grens met Luxemburg. Het wordt gekenmerkt door zijn omringende heuvels van rode zandsteen, versierd met wijngaarden, en ligt in het Moezelwijngebied. Bestuurlijk valt Kenn onder de jurisdictie van de Verbandsgemeinde Schweich an der Römischen Weinstraße in de Landkreis Trier-Saarburg.

Kerkgebouw